# Industria farmaceutica
L'industria farmaceutica è il settore economico che riunisce le attività di ricerca e sviluppo, produzione e commercializzazione dei farmaci per la medicina umana o veterinaria, nonché di prodotti terzi rispetto ai medicinali, come cosmetici e integratori alimentari.

## Descrizione

### Leader del mercato in termini di vendite
Le 10 società farmaceutiche per fatturato nel 2021 sono:
| Nome azienda         | Fatturato 2021     |  |
| -------------------- | ------------------ |  |
| Johnson & Johnson    | 93,77 miliardi USD |  |
| Pfizer               | 81,29 miliardi USD |  |
| Roche                | 68,70 miliardi USD |  |
| Abbvie               | 56,20 miliardi USD |  |
| Novartis             | 51,63 miliardi USD |  |
| Merck                | 48,7 miliardi USD  |  |
| Bristol Myers Squibb | 46,4 miliardi USD  |  |
| GlaxoSmithKline      | 45,98 miliardi USD |  |
| Sanofi               | 44,67 miliardi USD |  |
| Astrazeneca          | 37,42 miliardi USD |  |

## Controversie
In alcuni contesti per riferirsi all'insieme delle case farmaceutiche o quanto meno alle più grandi viene utilizzato l'appellativo "Big Pharma", di norma con accezione negativa, specie in relazione alle teorie del complotto sulle case farmaceutiche.
Il termine "Big Pharma" viene abitualmente utilizzato nella stampa e in vari blog per indicare, seppur in modo generico, una forma di cartello esercitato da varie compagnie farmaceutiche (di solito le più grandi, come Pfizer, GSK, Bayer e Novartis); il termine assume quindi una connotazione negativa (sebbene a volte si intenda semplicemente il gruppo delle grandi multinazionali dei farmaci).
Le compagnie farmaceutiche in questo contesto vengono accusate (anche singolarmente) di attuare comportamenti illeciti o moralmente ignobili come speculazione sui farmaci (come nel caso del farmaco antitumorale Glivec prodotto dalla Novartis), di impedire la diffusione di cure alternative alla farmacologia ufficiale, anche attraverso presunte pressioni ad enti istituzionali come l'americana Food and Drug Administration (come sostenuto dallo scrittore e attivista americano Kevin Trudeau). Vengono inoltre accusate di bloccare lo sviluppo di importanti terapie a mero scopo speculativo (ad esempio, di impedire la ricerca sul vaccino contro l'HIV per poter continuare a vendere farmaci antiretrovirali, o la depenalizzazione del consumo di marijuana e la diffusione di farmaci contenenti THC per la terapia del dolore, per poter mantenere alte le vendite dei classici antidolorifici), di indurre l'Organizzazione mondiale della sanità ad abbassare continuamente i valori limite di colesterolemia totale e di glicemia per aumentare artificialmente il numero di malati di tutto il mondo, di alterare i dati statistici durante le ricerche sui farmaci e di comparaggio.

## In Italia
L'Italia è il primo Paese al mondo per crescita in valore dell’export dell’industria farmaceutica nel periodo 2021-2023, con un incremento di 13,6 miliardi di dollari.
Secondo il rapporto della Fondazione Symbola, il comparto nel 2023 ha registrato una produzione di 52 miliardi di euro, di cui oltre 49 di export, malgrado un rincaro dei costi del 30% rispetto al 2021.
Con 7.8 mld di euro di valore, al 2024, quello farmaceutico rappresenta il primo settore manifatturiero per export negli Stati Uniti.

## Negli Stati Uniti
Nel 2025 Trump ha firmato un ordine esecutivo che impone alle case farmaceutiche di allineare i prezzi dei farmaci a quelli degli altri Paesi. 
Alcune aziende, tra cui Roche, Bristol Myers e Pfizer, hanno iniziato a distribuire direttamente ai pazienti i farmaci a piccola molecola, senza l'intermediazione dei pharmacy benefit manager. Tra questi farmaci vi sono: trattamenti per diabete, patologie cardiovascolari o malattie respiratorie.